# Samuel C. Bradford
Samuel Clement Bradford (* 10. Januar 1878 in London; † 13. November 1948) war ein britischer Bibliothekar.
Bradford studierte an der Universität London Chemie und erlangte den Doktorgrad. Ab 1899 arbeitete er am Science Museum in South Kensington, dessen Bibliothek er von 1925 bis zu seiner Pensionierung 1937 leitete. Bei seinen erfolgreichen Bemühungen zum Aufbau einer der bedeutendsten Sammlungen wissenschaftlicher Literatur in Europa setzte er sich für die Einführung der Dezimalklassifikation ein und war in verschiedenen dokumentationswissenschaftlichen Gremien tätig.
In der Bibliothekswissenschaft ist Bradford durch das nach ihm benannte Bradfordsche Gesetz bekannt, mit dem er 1934 die Verteilung von Artikeln zu einem Thema über verschiedene Fachzeitschriften beschrieb. Er ist auch Namensgeber für den Bradford-Gletscher in der Antarktis.

## Werke
- Bradford, Samuel C.: Documentation. London: Lockwood, 1948